# Nationalliga A (Unihockey) 2020/21 der Frauen
Die Schweizer Unihockeymeisterschaft 2020/21 der Frauen ist die 35. Spielzeit der Unihockey-Meisterschaft der Frauen.

## Teilnehmer
| Team                                  | Trainer         |
| ------------------------------------- | --------------- |
| Floorball Riders Dürnten-Bubikon-Rüti | Florian Fauser  |
| piranha chur                          | Mark van Rooden |
| Red Ants Rychenberg Winterthur        | Lukas Eggli     |
| Skorpion Emmental Zollbrück           | Lukas Schüepp   |
| UH Red Lions Frauenfeld               | Clemens Strub   |
| Kloten-Dietlikon Jets                 | René Jaunin     |
| UHC Laupen                            | Yves Kempf      |
| Unihockey Berner Oberland             | Mika Strömberg  |
| Wizards Bern-Burgdorf                 | Mirco Torri     |
| Zug United                            | Drago Petrovic  |

## Qualifikation

### Tabelle
| Rg. | Team | Sp | S | SnV | NnV | N | T | TD | P |
| --- | ---- | -- | - | --- | --- | - | - | -- | - |
| 1.  |      |    |   |     |     |   |   |    |   |
| 2.  |      |    |   |     |     |   |   |    |   |
| 3.  |      |    |   |     |     |   |   |    |   |
| 4.  |      |    |   |     |     |   |   |    |   |
| 5.  |      |    |   |     |     |   |   |    |   |
| 6.  |      |    |   |     |     |   |   |    |   |
| 7.  |      |    |   |     |     |   |   |    |   |
| 8.  |      |    |   |     |     |   |   |    |   |
| 9.  |      |    |   |     |     |   |   |    |   |
| 10. |      |    |   |     |     |   |   |    |   |

### Zwischenrunde
Jedes Team spielt je einmal gegeneinander. Die ersten vier der Master Round werden für die Play-offs das Heimrecht bekommen. Die Master Round und Challenge Round gelten als Teil der Qualifikation.

#### Modus
Bei den Frauen nehmen die Teams auf den Rängen 1–5 nach der Vorrunde an der Master Round teil. Die Teams auf den Rängen 6–10 spielen die Challenge Round. Wer am Schluss auf den Rängen 1–3 der Challenge Round platziert ist, qualifiziert sich für die Playoffs, die anderen zwei Teams bestreiten die Playouts.

#### Master Round
| Rg. | Team                        | Sp | gSp | SoW | S  | SnV | NnV | N | T     | TD  | PQ    |
| --- | --------------------------- | -- | --- | --- | -- | --- | --- | - | ----- | --- | ----- |
| 1.  | UHC Kloten-Dietlikon Jets   | 13 | 13  | 0   | 10 | 1   | 0   | 2 | 90:37 | +53 | 2.462 |
| 2.  | Skorpion Emmental Zollbrück | 13 | 13  | 0   | 9  | 0   | 0   | 4 | 70:48 | +22 | 2.077 |
| 3.  | piranha chur                | 13 | 12  | 1   | 7  | 0   | 1   | 4 | 75:54 | +21 | 1.833 |
| 4.  | Zug United                  | 13 | 12  | 1   | 6  | 1   | 0   | 5 | 51:52 | −1  | 1.667 |
| 5.  | Wizards Bern Burgdorf       | 13 | 13  | 0   | 6  | 1   | 0   | 6 | 64:69 | −5  | 1.538 |

#### Challenge Round
| Rg. | Team                                  | Sp | gSp | SoW | S | SnV | NnV | N  | T     | TD  | PQ    |
| --- | ------------------------------------- | -- | --- | --- | - | --- | --- | -- | ----- | --- | ----- |
| 6.  | Red Ants Rychenberg Winterthur        | 13 | 13  | 0   | 7 | 0   | 0   | 6  | 59:57 | +2  | 1.615 |
| 7.  | UHC Laupen ZH                         | 13 | 13  | 0   | 6 | 0   | 1   | 6  | 49:57 | −8  | 1.462 |
| 8.  | Unihockey Berner Oberland             | 13 | 11  | 2   | 5 | 0   | 1   | 5  | 52:42 | +10 | 1.455 |
| 9.  | UH Red Lions Frauenfeld               | 13 | 13  | 0   | 3 | 0   | 0   | 10 | 46:94 | −48 | 0.692 |
| 10. | Floorball Riders Dürnten-Bubikon-Rüti | 13 | 13  | 0   | 1 | 0   | 0   | 12 | 32:78 | −46 | 0.231 |

### Statistiken

#### Topskorer
| Pl.  | Spieler            | Mannschaft                  | Tore | Assists | Punkte |
| ---- | ------------------ | --------------------------- | ---- | ------- | ------ |
| 01.  | Michelle Wiki      | UHC Kloten-Dietlikon Jets   | 26   | 13      | 39     |
| 02.  | Julia Suter        | UHC Kloten-Dietlikon Jets   | 15   | 17      | 32     |
| 03.  | Martina Repková    | piranha chur                | 14   | 15      | 29     |
| 04.  | Corin Rüttimann    | piranha chur                | 19   | 7       | 26     |
| 05.  | Isabelle Gerig     | UHC Kloten-Dietlikon Jets   | 14   | 9       | 23     |
| 06.  | Malin Brolund      | UH Red Lions Frauenfeld     | 17   | 5       | 22     |
| 07.  | Vanessa Kapp       | UHC Laupen ZH               | 10   | 11      | 21     |
| 08.  | Hanka Lackova      | UHC Laupen ZH               | 10   | 11      | 21     |
| 09.  | Lea Hanimann       | Wizards Bern Burgdorf       | 12   | 8       | 20     |
| 010. | Nathalie Spichiger | Skorpion Emmental Zollbrück | 11   | 8       | 19     |

#### Meiste Assists
| Pl. | Spieler            | Mannschaft                     | Assists |
| --- | ------------------ | ------------------------------ | ------- |
| 01. | Julia Suter        | UHC Kloten-Dietlikon Jets      | 17      |
| 02. | Martina Repková    | piranha chur                   | 15      |
| 03. | Michelle Wiki      | UHC Kloten-Dietlikon Jets      | 13      |
| 04. | Marcia Wick        | piranha chur                   | 12      |
| 05. | Vanessa Kapp       | UHC Laupen                     | 11      |
| 05. | Hanka Lackova      | UHC Laupen                     | 11      |
| 07. | Magdalena Plaskova | Red Ants Rychenberg Winterthur | 10      |
| 07. | Nina Metzger       | UHC Kloten-Dietlikon Jets      | 10      |
| 09. | Isabelle Gerig     | UHC Kloten-Dietlikon Jets      | 9       |
| 09. | Eliane Ganz        | Wizards Bern Burgdorf          | 9       |

## Playoffs

### Viertelfinal
Das Spiel 2 zwischen Skorpion Emmental Zollbrück und Unihockey Berner Oberland wurde in der Axa-Arena in Winterthur verlegt, da alle TV-Spiele entweder in der Axa-Arena oder in der Eishalle Deutweg ausgetragen werden. Das Spiel wurde auf SRF info übertragen.
|                             |   |                                | Serie | 1         | 2    | 3   | 4   | 5   |
| --------------------------- | - | ------------------------------ | ----- | --------- | ---- | --- | --- | --- |
| UHC Kloten-Dietlikon Jets   | – | UHC Laupen ZH                  | 3ː0   | 8ː1       | 8ː1  | 8ː1 | –   | –   |
| Skorpion Emmental Zollbrück | – | Unihockey Berner Oberland      | 3ː0   | 3ː1       | 7ː2  | 6ː2 | –   | –   |
| piranha chur                | – | Red Ants Rychenberg Winterthur | 1ː2   | 4ː3 n. V. | 4ː5  | 2ː3 | -ː- | -ː- |
| Zug United                  | – | Wizards Bern Burgdorf          | 1ː2   | 3ː6       | 5ː12 | 4ː3 | -ː- | -ː- |

### Halbfinal
|                             |   |                                | Serie | 1   | 2   | 3   | 4 | 5 |
| --------------------------- | - | ------------------------------ | ----- | --- | --- | --- | - | - |
| Skorpion Emmental Zollbrück | – | Wizards Bern Burgdorf          | 3:0   | 4:3 | 7:1 | 8:1 | – | – |
| UHC Kloten-Dietlikon Jets   | – | Red Ants Rychenberg Winterthur | 3:0   | 9:4 | 9:2 | 9:2 | – | – |

### Superfinal
Der Final der Schweizer Unihockeymeisterschaft der Frauen wird in einem Finalspiel, dem sogenannten Superfinal ausgetragen.

## Playouts
|                         |   |                                       | Serie | 1   | 2   | 3   | 4 | 5 |
| ----------------------- | - | ------------------------------------- | ----- | --- | --- | --- | - | - |
| UH Red Lions Frauenfeld | – | Floorball Riders Dürnten-Bubikon-Rüti | 0ː2   | 3ː8 | 3ː5 | 1:5 |   |   |